# Herbert Olbrich
Herbert Olbrich (1 de julio de 1897 en Friedheim - 29 de octubre de 1976 en München) fue un teniente general de la Luftwaffe durante la II Guerra Mundial. Fue condecorado con la Cruz Eslovaca de la Victoria. Fue capturado en Flensburg el 12 de mayo de 1945 y pasó a ser prisionero de guerra de los británicos hasta el 17 de mayo de 1948. El 9 de enero de 1946 fue transferido al Campo Especial N.º 11 de Island Farm.